# Chowdenahalli, Hassan
Chowdenahalli là một làng thuộc tehsil Hassan, huyện Hassan, bang Karnataka, Ấn Độ.